# Halysidota oslari
Halysidota oslari là một loài bướm đêm thuộc phân họ Arctiinae, họ Erebidae.